# Championnat du Pérou de football 1934
Navigation
Saison précédente Saison suivante
La saison 1934 du Championnat du Pérou de football est la septième édition du championnat de première division au Pérou. Les neuf clubs participants sont regroupés au sein d'une poule unique où ils ne s'affrontent qu'une seule fois au cours de la saison. À la fin de la compétition, les quatre derniers du classement sont relégués et ne sont pas remplacés, le championnat passant à seulement cinq clubs.
C'est le club d'Universitario de Deportes qui est sacré champion à l'issue d'une saison pleine de rebondissement. Alors que c'est Alianza Lima qui a terminé en tête du classement final et qui aurait dû remporter le titre, Universitario a contesté ce classement car le règlement de l'époque détermine qu'en cas d'égalité, un match de barrage est disputé. Universitario obtient le droit de disputer un barrage sur un seul match en juillet 1935 seulement, un an après la fin de la phase régulière, barrage qu'il remporte et qui lui permet de s'adjuger la compétition. C'est le 2e titre de champion du Pérou de l'histoire du club.

Cette fin de saison a pour conséquence la suppression du bonus de points obtenus en fonction des résultats des équipes réserves, à partir de la saison suivante.

## Les clubs participants
| - Alianza Lima - Sportivo Tarapacá Ferrocarril - Union Carbone - Promu de Segunda Division - Sporting Tabaco - Sport Boys | - Sucre FC - Universitario de Deportes - Circolo Sportivo Italiano - Ciclista Lima |

## Compétition
Le barème utilisé pour établir les différents classement est le suivant :
- Victoire : 3 points
- Match nul : 2 points
- Défaite : 1 point
- Forfait ou abandon : 0 point

De plus, un bonus de points est ajouté à certains clubs en fonction des résultats de son équipe réserve en championnat inférieur.

### Classement
| Rang | Équipe                        | Pts   | J | G | N | P | Bp | Bc | Diff |
| ---- | ----------------------------- | ----- | - | - | - | - | -- | -- | ---- |
| 1    | Alianza Lima (T)              | 26.75 | 8 | 6 | 1 | 1 | 14 | 6  | +8   |
| 2    | Universitario de Deportes     | 26.5  | 8 | 6 | 1 | 1 | 14 | 8  | +6   |
| 3    | Sucre FC                      | 22.75 | 8 | 5 | 1 | 2 | 16 | 10 | +6   |
| 4    | Sport Boys                    | 22    | 8 | 4 | 3 | 1 | 17 | 8  | +9   |
| 5    | Sportivo Tarapacá Ferrocarril | 21.75 | 8 | 3 | 3 | 2 | 11 | 7  | +4   |
| 6    | Sporting Tabaco               | 20.25 | 8 | 3 | 2 | 3 | 13 | 14 | -1   |
| 7    | Unión Carbone (P)             | 14.25 | 8 | 1 | 1 | 6 | 5  | 21 | -16  |
| 8    | Ciclista Lima                 | 14    | 8 | 1 | 1 | 6 | 6  | 20 | -14  |
| 9    | Circolo Sportivo Italiano     | 5.5   | 8 | 0 | 1 | 7 | 5  | 7  | -2   |

|  | Participation au barrage pour le titre                |
|  | Relégation en Segunda Division                        |
|  | (T) : Tenant du titre (P) : Promu de Segunda Division |

### Barrage pour le titre
| Juillet 1935 | Universitario de Deportes | 2 - 1 | Alianza Lima | Estadio Nacional, Lima |
|              |                           |       |              | Spectateurs : 42 000   |

## Bilan de la saison
| Championnat du Pérou de football 1934 |                                      |
| Champion                              | Universitario de Deportes (2e titre) |
| Promotions et relégations             |                                      |
| Promus en Primera División            | Aucun (passage de 9 à 5 clubs)       |
| Relégués en Segunda División          | Sporting Tabaco                      |
| Relégués en Segunda División          | Union Carbone                        |
| Relégués en Segunda División          | Ciclista Lima                        |
| Relégués en Segunda División          | Circolo Sportivo Italiano            |